# Fujiwara no Tsunekiyo
Fujiwara no Tsunekiyo est un nom japonais traditionnel ; le nom de famille (ou le nom d'école), Fujiwara, précède donc le prénom (ou le nom d'artiste).
Fujiwara no Tsunekiyo (藤原 経清), ? - mort le 22 octobre 1062, est un membre de la branche militaire Hidesato du Clan Fujiwara et le père de Fujiwara no Kiyohira, fondateur de la dynastie des Ōshū Fujiwara. Du point de vue japonais, il est considéré comme un traître notoire.
Il passe pour être originaire du district de Watari dans ce qui est de nos jours le sud de la préfecture de Miyagi. Il sert pendant un temps comme fonctionnaire militaire au Fort Taga dans la moderne ville de Tagajō située dans la préfecture de Miyagi.
Tsunekiyo épouse une fille d'Abe no Yoritoki, chef des Emishi qui règne sur le bassin Kitakami dans ce qui est de nos jours la préfecture d'Iwate et s'installe au château d'Iwayadō. Lorsque la guerre de Zenkunen (前九年合戦) se déclare, il combat du côté des Abe contre les forces du gouvernement central emmenées par Minamoto no Yoriyoshi, gouverneur de la province de Mutsu, raison pour laquelle il est qualifié de traître. Après que les Abe sont défaits en 1062, Tsunekiyo est décapité personnellement par Yoriyoshi avec une épée émoussée.